# Quicksilver Messenger Service
Quicksilver Messenger Service – amerykańska grupa muzyczna założona w 1965 roku w San Francisco, wykonująca acid rock, rock psychodeliczny oraz jam rock. 
Grupa zyskała lokalną sławę dzięki długim i rozbudowanym utworom instrumentalnym, które zapowiadały powstanie rocka progresywnego, a także darmowym koncertom. Teksty piosenek Quicksilver Messenger Service najczęściej dotyczyły problemu wolności, samostanowienia, kontestacji norm społecznych oraz poszukiwania idealnej miłości. Choć grupa nie osiągnęła tej popularności, co inni muzycy sceny San Francisco, tacy jak Grateful Dead czy Jefferson Airplane, dziś jest uważana za jeden z najbardziej reprezentatywnych aktów muzycznych ruchu hippisowskiego. 
Specyficzny styl muzyczny Quicksilver Messenger Service określa się często jako „brzmienie Frisco” albo „brzmienie San Francisco”. Najbardziej znane utwory grupy to Pride Of Man, The Fool, Fresh Air oraz What About Me.

## Historia
Zespół powstał w 1965 w San Francisco, od razu wypracowując charakterystyczne transowe brzmienie z ekstatyczną perkusją, improwizującymi gitarami, pochodami basowymi oraz mocno odrealnionymi partiami wokalnymi. 
Forma utworów Quicksilver Messenger Service zbliżała się do klasycznie pojętych piosenek na temat wolności, które oddawały ducha swej epoki oraz rewolty młodzieżowej przełomu lat 60. i 70. Stylistyka zespołu przez wiele lat ewoluowała. Duży wpływ miały na to ciągłe poszukiwania artystyczne muzyków, a także zmiany personalne składu.
Grupa często współpracowała z muzykami i zespołami takimi jak: Jefferson Airplane, Grace Slick, Paul Kantner, Grateful Dead. Urządzała również długie, często zupełnie darmowe jam sessions.

## Muzycy
- John Cipollina – śpiew, gitara
- Gary Duncan (1946–2019) – śpiew, gitara
- Greg Elmore – perkusja
- David Freiberg – śpiew, gitara basowa, skrzypce
- Nicky Hopkins – instrumenty klawiszowe
- Dino Valente – śpiew, gitara, flet, instrumenty perkusyjne
- Jose Reyes – śpiew, instrumenty perkusyjne
- Mark Naftalin – instrumenty klawiszowe
- Mark Ryan – gitara basowa
- Chuck Steaks – instrumenty klawiszowe

## Dyskografia
- Quicksilver Messenger Service (1968)
- Happy Trails (1969)
- Shady Grove (1969)
- Just For Love (1970)
- What About Me (1971)
- Quicksilver (1971)
- Comin' Thru (1972)
- Solid Silver (1975)
- Lost Gold and Silver (2000)
- Castles in the Sand (2009)